# Candid Dolphy
Candid Dolphy è un album del musicista Jazz statunitense Eric Dolphy.

## Tracce LP

### Lato A
1. Re-incarnation of a love bird (take 1) - 09:17
2. Stormy weather (take 1)– 13:25

### Lato B
1. African lady(take 4) – 03:36
2. Quiet, please (take 1) – 08:09
3. Moods in free time (take 5) – 05:38
4. Hazy Hues (take 5) – 05:42

## Registrazione e Formazione
Re-incarnation of a love bird (Charles Mingus)
Stormy weather (Harold Arlen & Ted Koehler)
Registrazione 20 ottobre, 1960
- Ted Curson e Lonnie Hillyer - tromba
- Eric Dolphy – Sassofono alto, clarinetto e flauto
- Charles McPherson - Sassofono alto,
- Nico Bunick - pianoforte
- Charles Mingus - Contrabbasso
- Danny Richmod - Batteria

African lady (Langston Hughes & Randy Weston)
Registrazione 2 febbraio, 1960
- Booker Little – tromba
- Julian Priester – trombone
- Eric Dolphy – Ottavino
- Coleman Hawkins – Sassofono tenore
- Walter Benton – Sassofono tenore
- Mal Waldron - pianoforte
- Art Davis - Contrabbasso
- Max Roach - Batteria
- Robert Whitley – Percussioni e congas
- Abbey Lincoln - Voce

Quiet, please (Booker Little)
Registrazione 17 marzo 1961
- Booker Little – tromba
- Julian Priester – trombone
- Eric Dolphy – Sassofono alto e flauto
- Don Freiedman - pianoforte
- Art Davis - Contrabbasso
- Max Roach - Batteria

Moods in free time (Booker Little)
Hazy Hues (Booker Little)
Registrazione 4 aprile 1961
Stessa formazione dei due brani precedenti, ma con Ron Carter al Contrabbasso al posto di Art Davis